# 神龍角石蛾
神龍角石蛾（学名：Stenopsyche drakon）为角石蛾科角石蛾屬下的一个种。